# El diario de Glúmov
El diario de Glúmov es un cortometraje soviético de 1923 dirigido por Serguéi M. Eisenstein. 

## Detalles
La cinta recoge la puesta en escena teatral de la obra "El sabio", de Aleksandr Ostrovski. Durante mucho tiempo se creyó perdido este pequeño cortometraje de Eisenstein, que fue redescubierto décadas después. Es la primera película de Eisenstein y se realizó para ser proyectado en una obra teatral en el Teatro Proletkult. Se trata de una sátira política adornada de pantomima circense y folletinesca, que toma recursos del Cine-Ojo de Dziga Vértov, quien fue nombrado supervisor del film. Pero según Eisenstein, en cuanto vio la preparación de las primeras tomas, Vértov abandonó el rodaje junto al operador Frantsisson, que por aquel entonces trabajaba en los Kinó-Pravda.